# Max Delbrück
Max Ludwig Henning Delbrück (Berlino, 4 settembre 1906 – Pasadena, 9 marzo 1981) è stato un biofisico tedesco naturalizzato statunitense, premio Nobel per la medicina nel 1969, insieme a Salvador Luria e Alfred Hershey, per la scoperta della replicazione dei virus e della loro struttura genica.

## Biografia
Nacque a Berlino nel 1906. Suo padre era Hans Delbrück, professore di storia all'università di Berlino, e sua madre era la nipote abiatica del chimico Justus von Liebig.
Max Delbrück, formatosi inizialmente come fisico quantistico, già a metà degli anni trenta con il grande genetista russo Nikolaj V. Timofeev-Resovskij e il fisico tedesco Karl Zimmer, si dedicò allo studio dell'effetto delle radiazioni sugli organismi. Emigrato negli USA nel 1937, la sua formazione di fisico lo condusse a ricercare il sistema più semplice possibile da utilizzare sperimentalmente per indagare le leggi fondamentali della vita. Nel 1937, durante una visita al "laboratorio delle mosche" di Thomas H. Morgan al Caltech, Delbrück comprese che l'organismo modello utilizzato sperimentalmente da Morgan nei suoi esperimenti di genetica, il comunissimo moscerino della frutta (Drosophila melanogaster), pur apparentemente semplice, restava sempre particolarmente complesso per i suoi esperimenti. Venne a conoscenza che una ricercatrice, Emory Ellis, stava lavorando con un organismo più elementare, il batteriofago. Tra la Ellis e Delbrück iniziò una collaborazione sui metodi di conteggio dei fagi e tracciamento delle curve di crescita, che portò a stabilire un modello di crescita di questi virus batterici, ovvero a determinare le caratteristiche di base del ciclo litico. Ellis e Delbrück furono coautori di un articolo, "The Growth of Bacteriophage" ("La crescita del batteriofago"), in cui esposero i loro risultati che dimostravano che i virus si riproducono in un unico passaggio, piuttosto che in modo esponenziale come fanno gli organismi cellulari.
Dal 1940 collaborò con Salvador Luria e Alfred Hershey allo studio della genetica dei virus che frutterà loro il Nobel nel 1969. Fu professore di fisica e di biologia in diverse università europee e americane, e si interessò anche della fisica della percezione, su cui fondò successivamente un'epistemologia realista di ispirazione kantiana.